# Campeonato Africano de Atletismo de 2022 - 20 km marcha atlética feminina
A prova da marcha atlética 20 km masculina do Campeonato Africano de Atletismo de 2022 foi disputada no dia 12 de junho, com chegada no Complexo Esportivo Nacional Cote d'Or, em Saint Pierre, na Maurícia.

## Recordes
Antes desta competição, os recordes mundiais e do campeonato nesta prova eram os seguintes:
|                       | Nome               | Nacionalidade | Tempo      | Local     | Data                |
| --------------------- | ------------------ | ------------- | ---------- | --------- | ------------------- |
| Recorde mundial       | Yang Jiayu         | China         | 1h 23m 49s | Huangshan | 20 de março de 2021 |
| Recorde do campeonato | Grace Wanjiru Njue | Quênia        | 1h 30m 43s | Durban    | 26 de junho de 2016 |
| Recorde africano      | Grace Wanjiru Njue | Quênia        | 1h 30m 40s | Nairóbi   | 6 de junho de 2018  |

## Medalhistas
| Ouro                     | Prata                   | Bronze              |
| Emily Wamusyi Ngii (KEN) | Yehualeye Beletew (ETH) | Silvia Kemboi (KEN) |

## Cronograma
Todos os horários são locais (UTC+4). 
| Data        | Hora  | Evento |
| ----------- | ----- | ------ |
| 12 de junho | 07:30 | Final  |

## Resultado final
A final ocorreu dia 12 de junho às 07:30.
| Posição           | Atleta             | Nacionalidade   | Tempo   | Notas |
| ----------------- | ------------------ | --------------- | ------- | ----- |
| Medalha de ouro   | Emily Wamusyi Ngii | Quênia          | 1:34:30 |       |
| Medalha de prata  | Yehualeye Beletew  | Etiópia         | 1:35:48 |       |
| Medalha de bronze | Silvia Kemboi      | Quênia          | 1:39:40 |       |
| 4                 | Wubalem Shugute    | Etiópia         | 1:42:34 |       |
| 5                 | Souad Azzi         | Argélia         | 1:43:55 |       |
| 6                 | Mare Betwe         | Etiópia         | 1:45:36 |       |
| 7                 | Marissa Swanepoel  | África do Sul   | 1:50:44 |       |
| 8                 | Sonia Soodon       | Ilhas Maurícias | 2:06:46 |       |

Legenda
| Recorde mundial       | Recorde mundial (World record)               |                       | Recorde africano                      | Recorde africano (African) |                                           | Q | Classificado por posição (Qualified) |
| Recorde do campeonato | Recorde do campeonato (Championship record)  | Recorde da América    | Recorde da América (Americas)         | q                          | Classificado por melhor tempo (Qualified) |   |                                      |
| Melhor marca do ano   | Melhor marca do ano (World leading)          | Recorde asiático      | Recorde asiático (Asian)              | DNS                        | Não largou (Did not start)                |   |                                      |
| Recorde nacional      | Recorde nacional (National record)           | Recorde europeu       | Recorde europeu (European)            | DNF                        | Não terminou (Did not finish)             |   |                                      |
| Recorde pessoal       | Recorde pessoal do atleta (Personal best)    | Recorde da Oceania    | Recorde da Oceania (Oceania)          | DSQ / DQ                   | Desclassificado (Disqualified)            |   |                                      |
| Recorde da temporada  | Recorde da temporada do atleta (Season best) | Recorde sul-americano | Recorde sul-americano (South America) | NM                         | Sem marca (No mark)                       |   |                                      |